# Zatrephes rosella
Zatrephes rosella là một loài bướm đêm thuộc phân họ Arctiinae, họ Erebidae.